# Freiherren von Aspermont

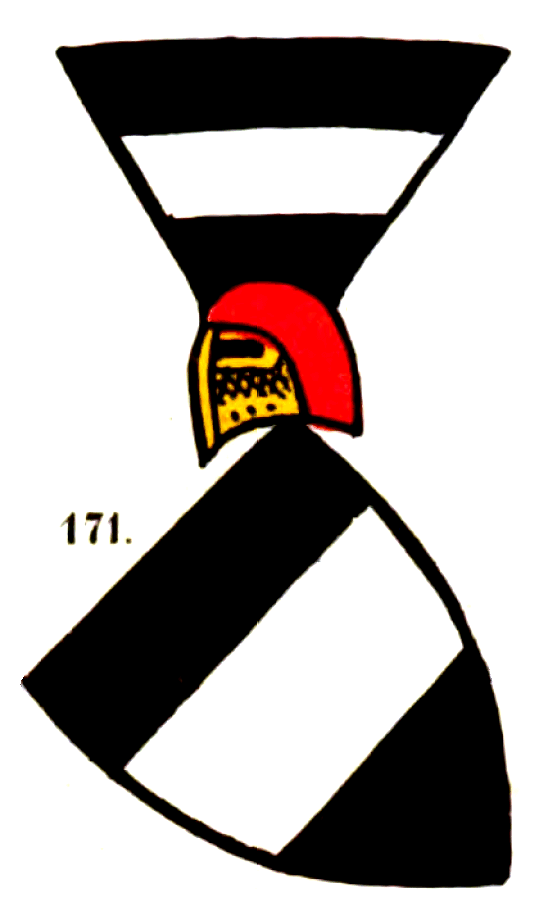
Wappen der Aspermont in der Zürcher Wappenrolle (ca. 1340)

Die Herren von Aspermont waren ein mittelalterliches Schweizer Adels- und Rittergeschlecht.

## Familiengeschichte
Der Name Aspermont leitet sich aus dem Lateinischen ab und bedeutet „rauer Berg“. Die Adelsfamilie taucht im 12. Jahrhundert in den Urkunden auf und hatte ihren Stammsitz auf der Burg Alt-Aspermont bei Trimmis und begründeten auch die Burg Neu-Aspermont oberhalb Jenins. Von einfachen Dienstleuten des Churer Bischofs stiegen sie über wenige Generationen in den Kreis der einflussreichsten Familien Rätiens auf. 
Um die Mitte des 14. Jahrhunderts verschwanden die Aspermont aus Rätien. Um 1350 verkauften die Brüder Ulrich und Eberhard die Burg an Ritter Rudolf von Rankweil aus Feldkirch. 1376  verschenkte Ulrich XI. von Aspermont, wohl der letzte des Geschlechts, das Begräbnisrecht in der Kirche von Chur an die Herren von Greifensee. Anschliessend lebte er in Dornbirn und verdeutschte den Namen Aspermont in Rhomberg. Die Aspermont waren Mitglied im Zehngerichtebund, der im heutigen Graubünden am 8. Juni 1436 gegründet wurde.

### Neuzeit
In Texas wurde die Ansiedlung Aspermont 1889 durch A. L. Rhomberg gegründet, der der Siedlung den Namen gab und das Land zur Verfügung stellte. Ob Rhomberg etwas mit den Herren von Aspermont zu tun hat, ist unsicher – aber durchaus denkbar.

## Personen
- Ulrich von Aspermont
- Gräfin Elisabeth von Aspermont

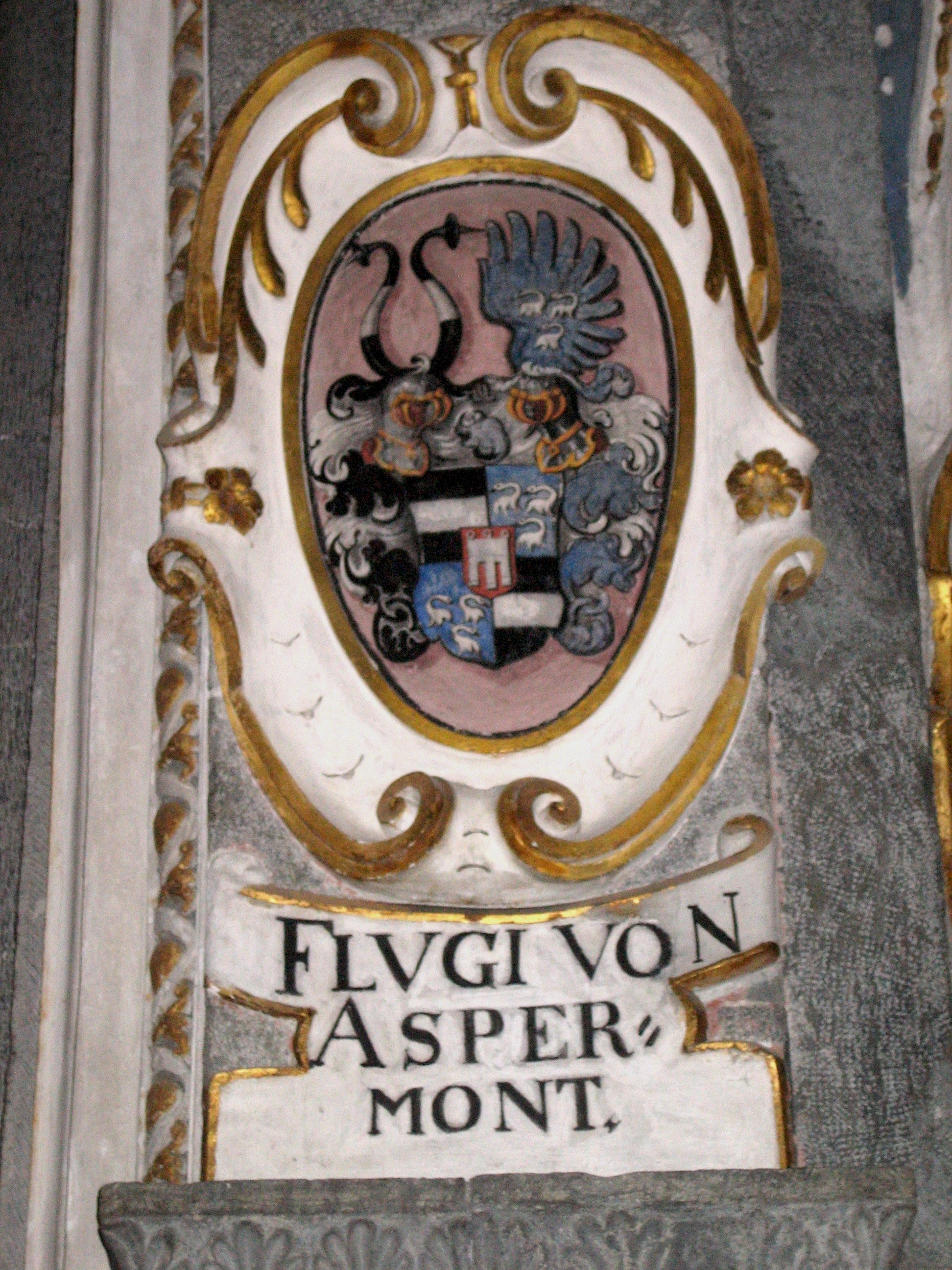
Wappen der Flugi von Aspermont

- Johannes V. Flugi von Aspermont, (Bischof von Chur 1601–1627)
- Johannes VI. Flugi von Aspermont (Bischof von Chur 1636–1661)

Das Geschlecht Flugi von Aspermont ist jedoch nicht verwandt mit den Herren von Aspermont. Nach deren Aussterben fiel die Herrschaft Aspermont an das Bistum Chur. Bischof Johann VI. vermehrte sein Wappen mit dem der Herren von Aspermont und ergänzte es mit einem Herzschild, das eine Kirchenfahne zeigt. Gleichzeitig vermehrte er seinen Namen mit dem erloschenen Geschlechtsnamen von Aspermont. Es ist unklar, ob er diese Standesvermehrung in seiner Autorität als Fürstbischof vollzog oder ob tatsächlich eine Nobilitierung durch Kaiser Ferdinand III. von Habsburg stattfand. Das Geschlecht Flugi van Aspermont lebt zurzeit noch in den Niederlanden und in Italien. Weitere Nachkommen sind nicht unter dem Namen Flugi bekannt, sondern unter Flouch.

## Burgen und Schlösser

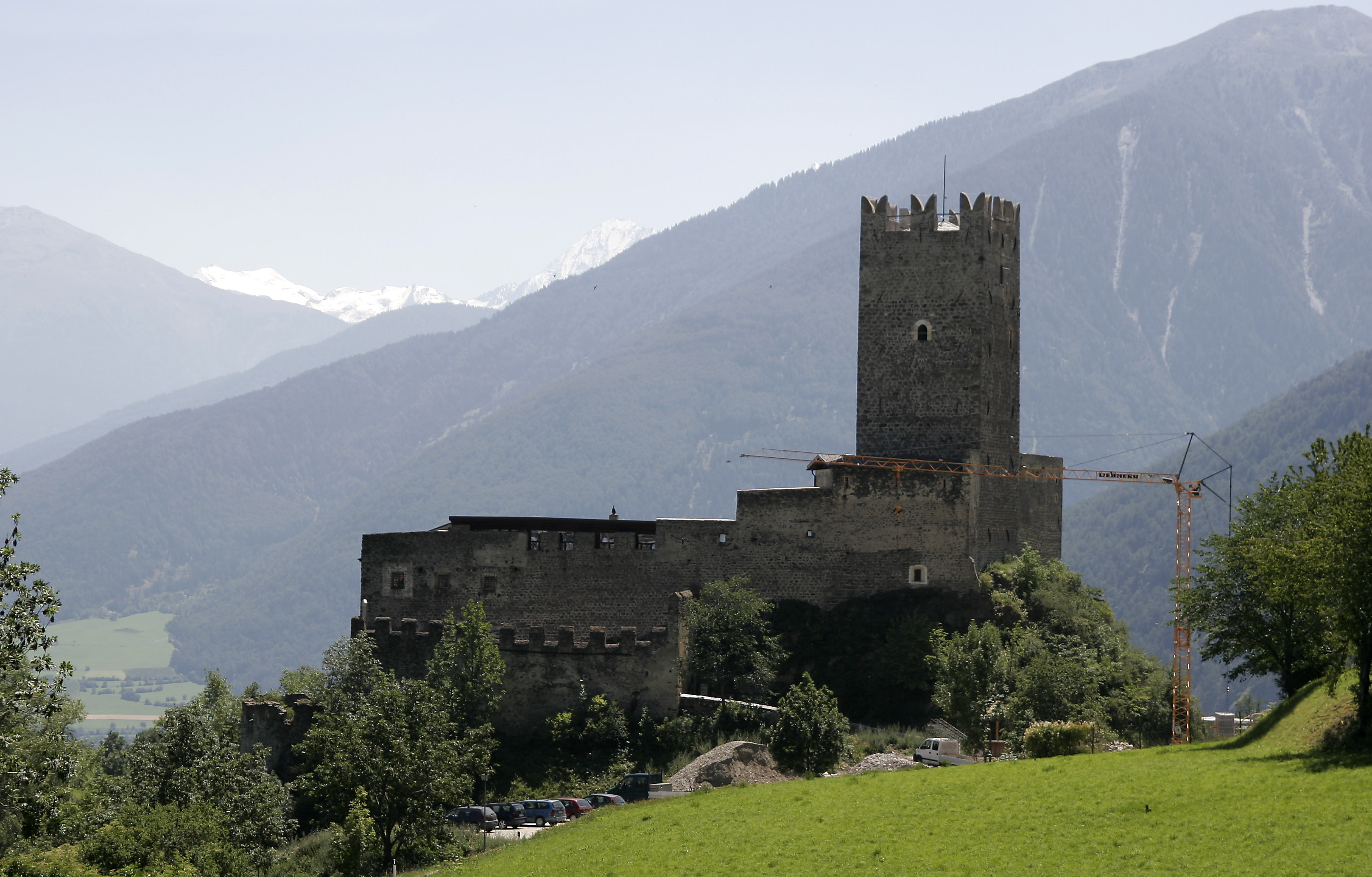
Die Fürstenburg bei Burgeis

### Fürstenburg (Castel del Principe)
Das Wappen des Fürstbischofs Johann VI. Flugi von Aspermont ist in dieser Burganlage bei Burgeis heute noch zu sehen.

### Burg Fracstein
→Hauptartikel: Burg Fracstein
1338 erfolgte die erste Erwähnung der Höhlenburg in Graubünden als Besitz der Herren von Aspermont.

### Burg Neu-Aspermont
→Hauptartikel: Burg Neu-Aspermont
Die Burg Neu-Aspermont ist eine Burgruine aus der ersten Hälfte oder Mitte des 13. Jahrhunderts auf der rechten Talseite oberhalb von Jenins im Bündner Rheintal in der Schweiz.

### Burg Haldenstein
→Hauptartikel: Burg Haldenstein
1567 kaufte der Herr von Neu-Aspermont, Hauptmann Gregor von Hohenbalken, Haldenstein für 3200 Gulden von den Nachfolgern Castions ab. 

### Burgruine Castels
Die Burganlage bei Luzein war m 14. Jahrhundert im Besitz Ulrichs von Aspermont.

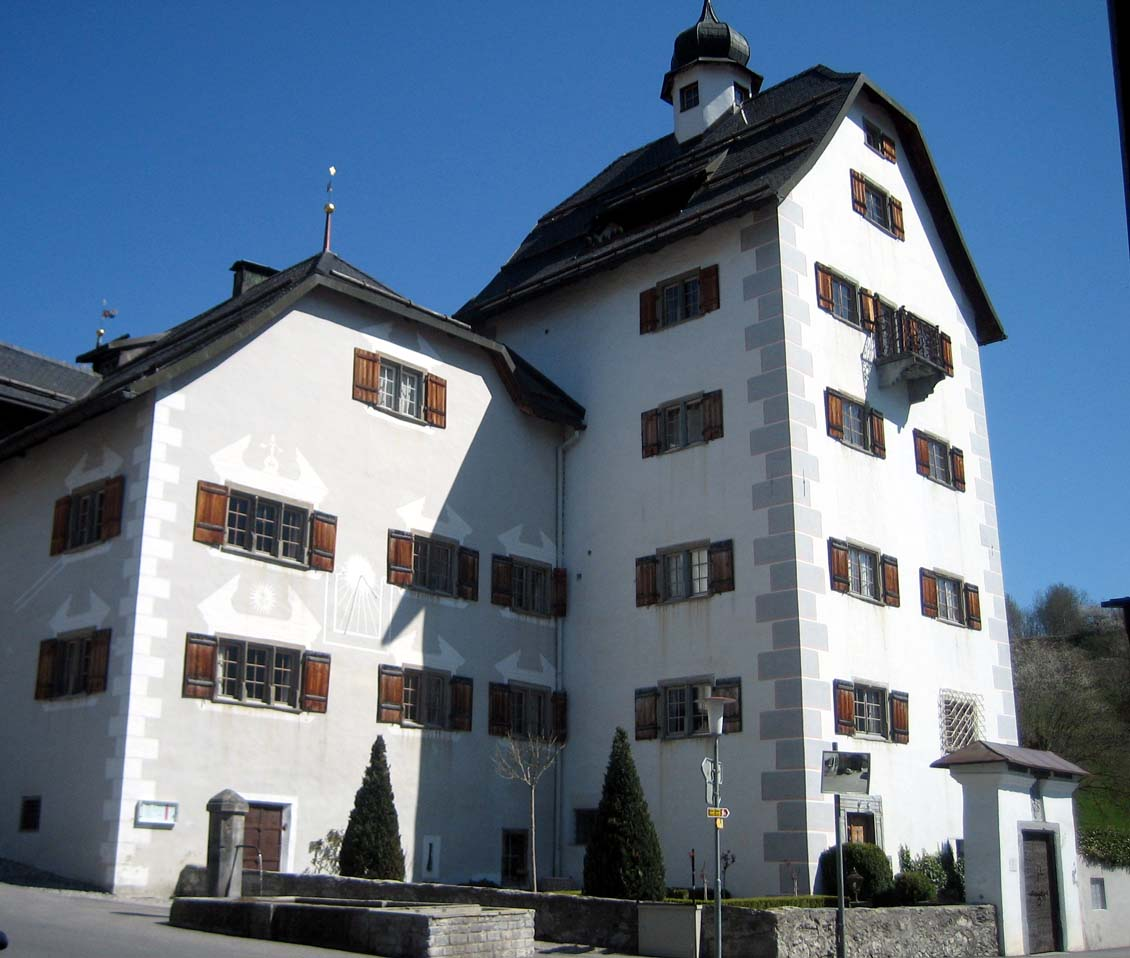
Casti Aspermont in Sagogn

### Schloss Aspermont
in Sagogn